# João Carlos de Almeida Carvalho
João Carlos de Almeida Carvalho (Setúbal, 5 de março de 1817 — 29 de março de 1897) foi um político, jornalista, advogado e investigador da história de Setúbal.

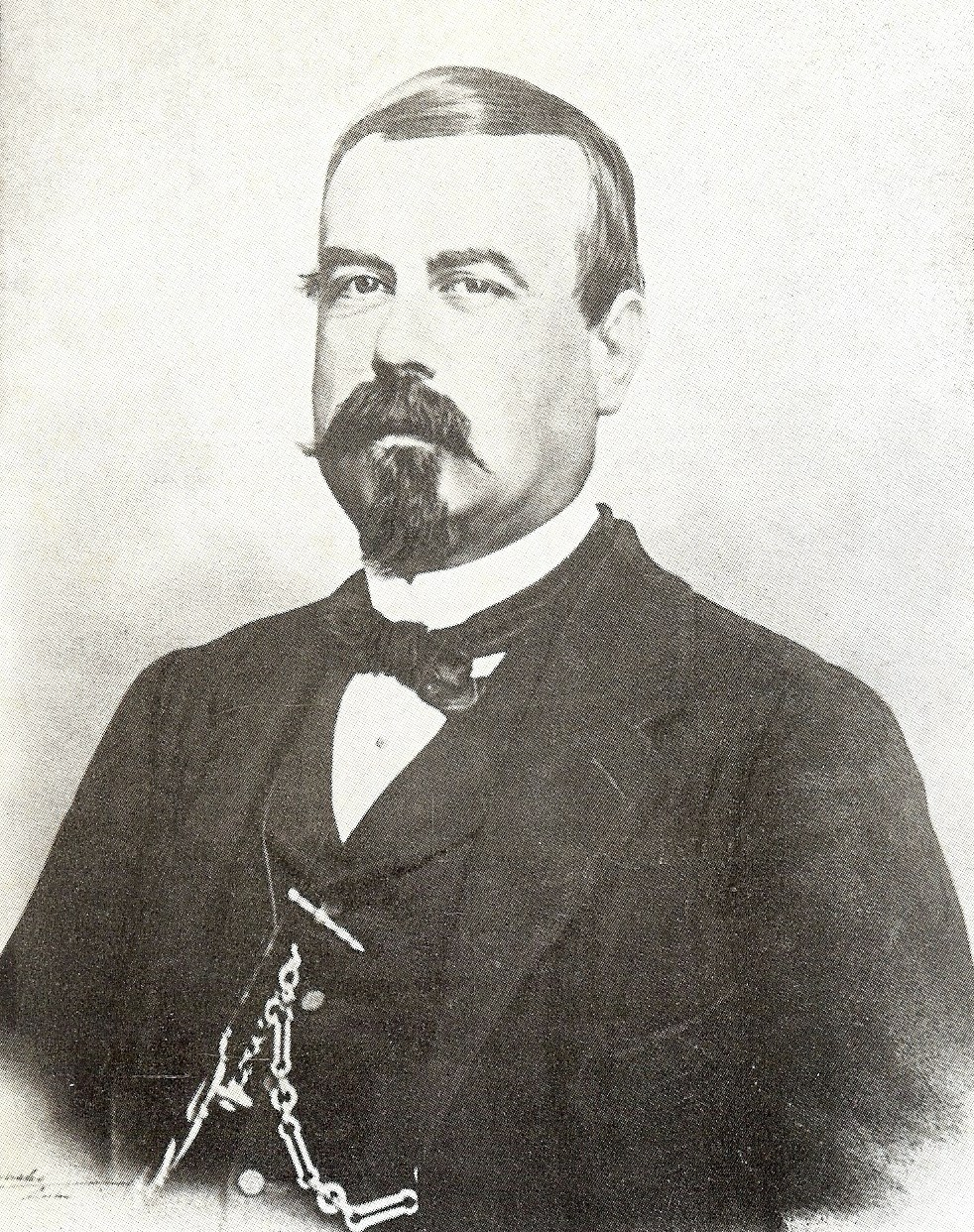
João Carlos de Almeida Carvalho

## Biografia
João Carlos de Almeida Carvalho, filho de Ana Rita de Almeida e de António Coelho de Carvalho, nasceu em Setúbal, em 5 de março de 1817, num edifício que hoje tem o número 98 da Avenida Luísa Todi.
Foi o fundador do jornal O Setubalense, em 1 de julho de 1855.

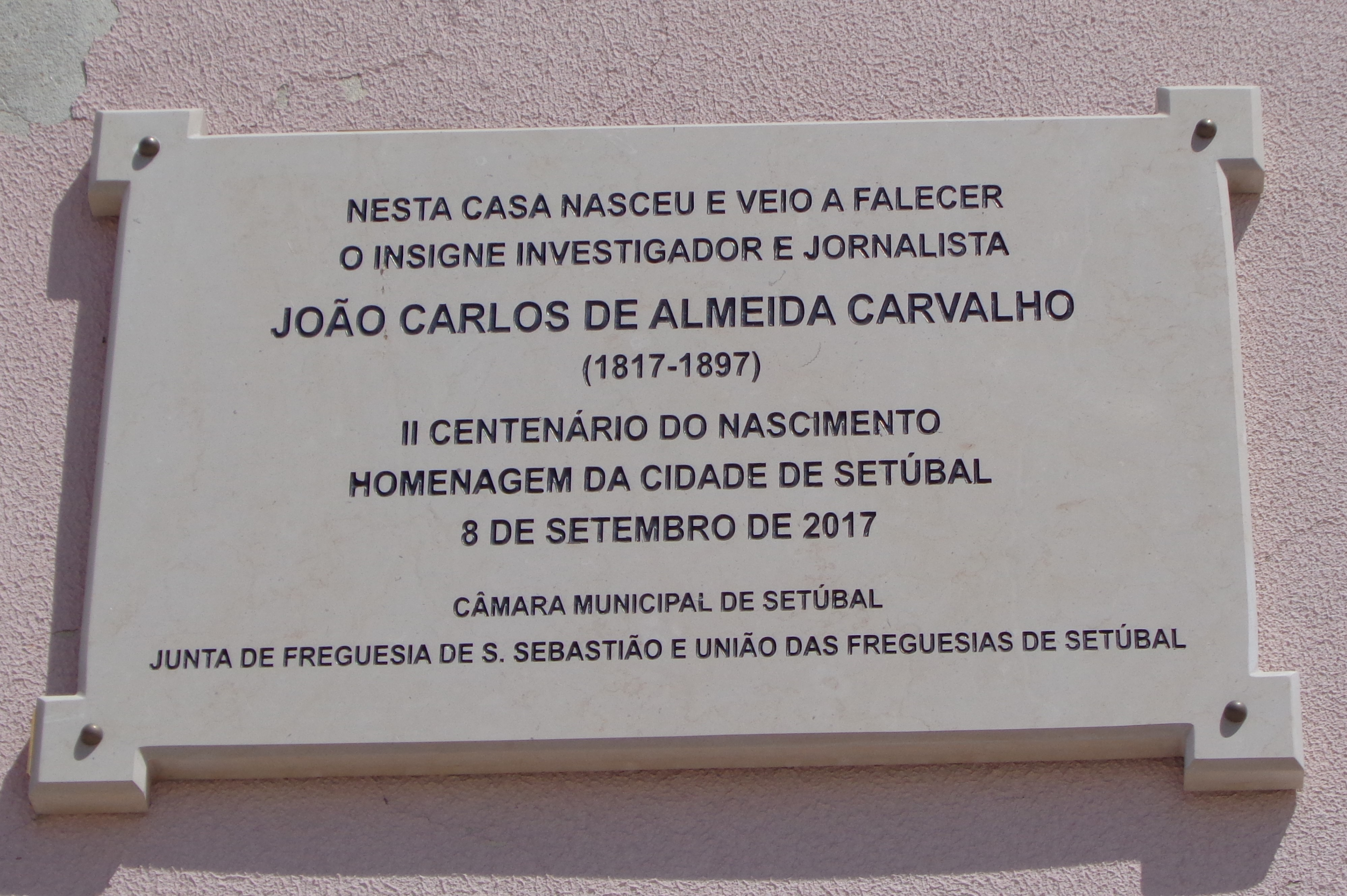

Almeida Carvalho era apoiante de Fontes Pereira de Melo e membro do partido Regenerador. Sofreu um atentado às nove horas e meia da noite de 31 de agosto de 1855, no cruzamento da Travessa da Alfândega (atual Rua da Velha Alfândega) com a atual Avenida Luísa Todi.
Faleceu em 29 de março de 1897, na casa onde havia nascido.

## Autobiografia
João Carlos de Almeida Carvalho escreveu um conjunto de notas autobiográficas não publicadas.

## Homenagens
A Câmara Municipal de Setúbal atribuiu o seu nome a uma rua da cidade.
Entre março de 2017 e março de 2018, a Câmara Municipal de Setúbal, a Associação de Municípios da Região de Setúbal, o Museu de Arqueologia e Etnografia do Distrito de Setúbal, a Liga dos Amigos de Setúbal e Azeitão e a Universidade Sénior de Setúbal, organizaram um conjunto de iniciativas comemorativas do segundo centenário do nascimento de João Carlos de Almeida Carvalho.

## Arquivo pessoal
Almeida Carvalho deixou um vasto espólio documental em resultado, especialmente, do seu trabalho de investigação sobre a história de Setúbal, que se destinava à escrita de uma História setubalense.
O arquivo, com cerca de dez metros lineares de documentação, foi adquirido à família pela Junta Distrital de Setúbal, em 22 de dezembro de 1967, e integrado no Arquivo Distrital de Setúbal, em 16 de novembro de 1978.
O catálogo do arquivo foi editado em livro.
Uma parte substancial da documentação está disponível online.

## Obras
- Duas palavras ao auctor do esboço histórico de José Estevão ou refutação da parte respectiva aos acontecimentos de Setúbal em 1846-1847 e a outros que com aqueles tiveram relação. Lisboa: Typographia Universal, 1863.
  - Reeditado em 2013 como: CARVALHO, Almeida; ARRANJA, Álvaro (org., pref. e notas). A Batalha do Viso e a Revolta da Patuleia em Setúbal. Setúbal: Centro de Estudos Bocageanos, 2013, ISBN 978-989-8361-17-2
- O Barão do Valle: esboço biographico. Lisboa: Tipografia da Viúva Sousa Neves, 1884.
- A Sociedade Archeologica Lusitana. Lisboa: Typographia Franco-Portugueza, 1896.
- Acontecimentos, lendas e tradições da região setubalense. Setúbal: Junta Distrital de Setúbal, 1968:1972, 6 volumes (o 4.º volume está dividido em duas partes). Publicação de parte dos textos de João Carlos de Almeida Carvalho existentes no Arquivo Distrital de Setúbal[12]. Organização e notas de Óscar Paxeco.

Volume 1: Memórias do autor, 1968. Prefácio de Óscar Paxeco. Apresentação de José O'Neill.
Volume 2: Dominação Filipina, 1968.
Volume 3: Convento de Jesus, 1969.
Volume 4: Conventos de Setúbal, 1970 (duas partes).
Volume 5: O Prior do Crato em Setúbal, 1972.
Volume 6: Após a Restauração de 1640, 1972.